# Villaromagnano
Villaromagnano är en ort och kommun i provinsen Alessandria i regionen Piemonte i Italien. Kommunen hade 670 invånare (2018).